# Rushden (Hertfordshire)
Rushden – wieś w Anglii, w hrabstwie Hertfordshire, w dystrykcie North Hertfordshire. Leży 20 km na północ od miasta Hertford i 52 km na północ od centrum Londynu. Miejscowość liczy 201 mieszkańców.